# Tadashi Tomori
Tadashi Tomori (jap. 友利 正, Tomori Tadashi; * 28. Dezember 1959 in Naha, Japan) ist ein ehemaliger japanischer Boxer im Halbfliegengewicht. 

## Profikarriere
Im Jahre 1978 begann er erfolgreich seine Profikarriere. Am 13. April 1982 boxte er gegen Amado Ursua um den Weltmeistertitel des Verbandes WBC und gewann nach Punkten. Diesen Gürtel verlor er allerdings bereits in seiner ersten Titelverteidigung im Juli desselben Jahres an Hilario Zapata.
Auch das direkte Rematch gegen Zapata, das Ende November desselben Jahres stattfand, verlor Tadashi Tomori durch technischen K. o. in Runde 8. Nach dieser Niederlage beendete er seine Karriere.